# George Neville, I conte di Abergavenny
George Neville, I conte di Abergavenny (24 giugno 1727 – 9 settembre 1785), è stato un nobile inglese.

## Biografia
Era il primogenito di William Neville, XVI barone Bergavenny, e di sua moglie, Catharine Tatton, figlia del tenente-generale William Tatton, ed era il figlioccio di Giorgio II.
Studiò alla Christ Church di Oxford. 
Ricoprì la carica di Luogotenente del Sussex (1757-1761). Nel 1784 venne creato visconte Neville e conte di Abergavenny.

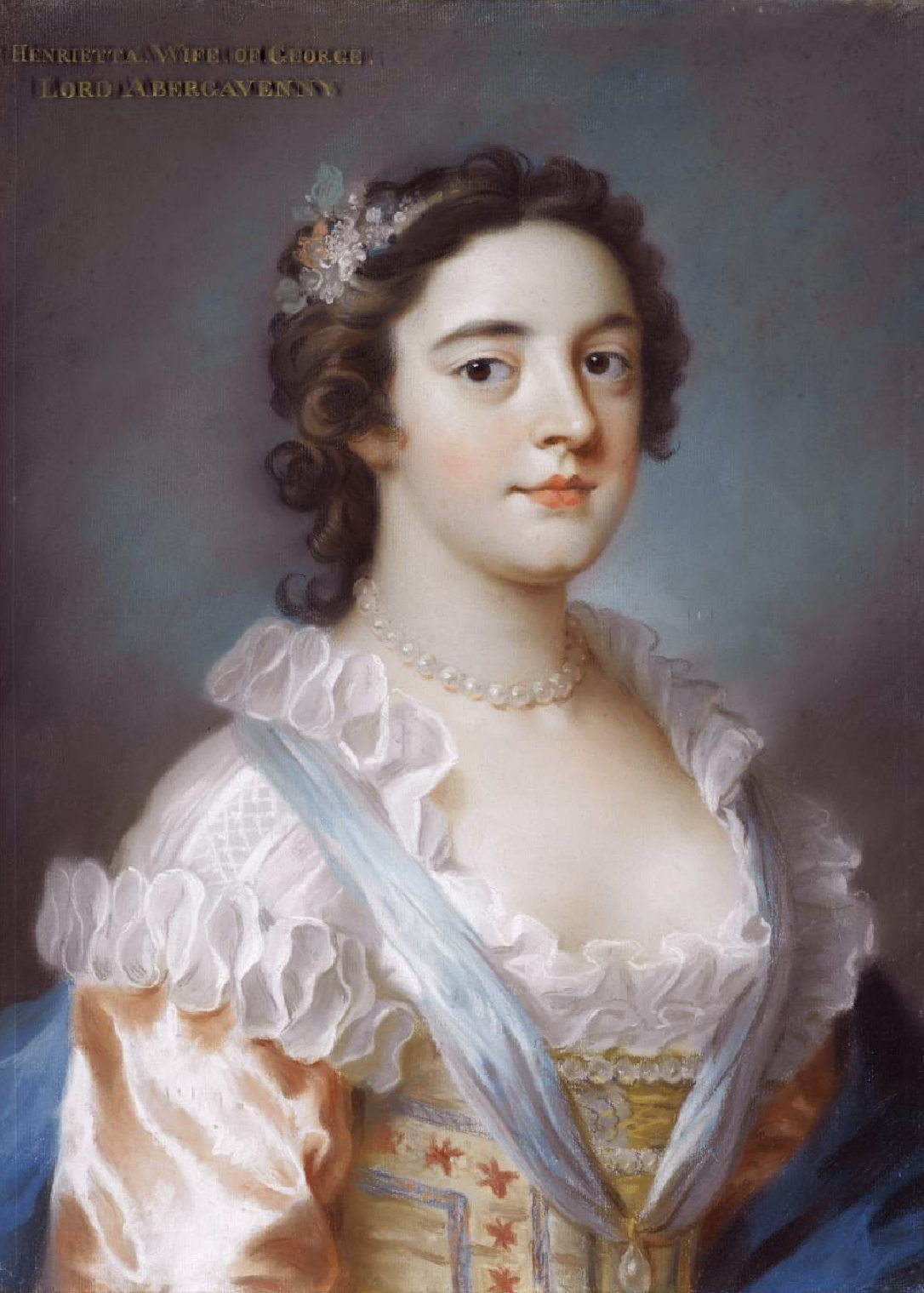
Ritratto di Henrietta Pelham, di William Hoare.

## Matrimonio
Sposò, il 5 febbraio 1753 a Stanmer, Henrietta Pelham (1º agosto 1730-31 agosto 1768), figlia di Thomas Pelham e vedova di Richard Temple, I visconte Cobham. Ebbero tre figli:
- Henry Neville, II conte di Abergavenny (22 febbraio 1755-27 marzo 1843);
- Lady Henrietta (24 maggio 1756-2 aprile 1833), sposò Sir John Berney, VII Baronetto, ebbero un figlio;
- Lord George Henry (6 dicembre 1760-7 agosto 1844), sposò Caroline Walpole, ebbero quattro figli.

## Morte
Morì il 9 settembre 1785, a 58 anni. Fu sepolto a East Grinstead, nel Sussex.